# Messerschmitt Me 261
Messerschmitt Me 261 — прототип розвідувального літака періоду Другої світової війни.

## Історія

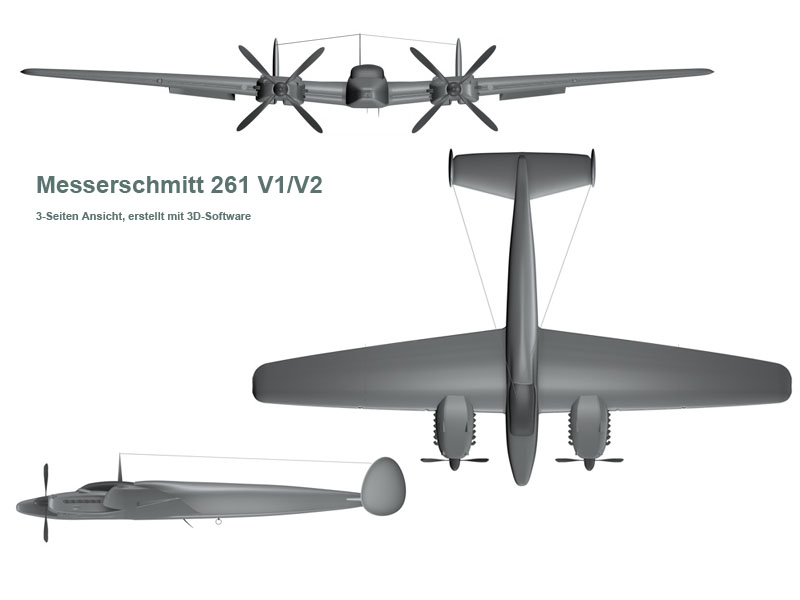
Схема Me 261 V1/V2

Проєктувати літак розпочали 1937 для майбутнього рекордного польоту на 9445 км задля перевезення олімпійського вогню з Берліна до Токіо. На початку 1939 розпочали будувати три прототипи, що мали б пролетіти 11.000 км при швидкості 600 км/год. Через початок війни роботи призупинили. Зрештою 23 грудня 1940 здійснив перший політ прототип Me 261V1, весною 1941 прототип Me 261V2. До кінця 1941 звітували Удету про можливість пролетіти 20.000 км.
Прототип Me 261 V1 перевезли 2 жовтня 1941 до дослідного центру Рехлін біля озера Мюриц. Проєкт перебудови прототипу Me 261 V2 під дальній морський розвідувальний літак відхилили, через необхідність значної перебудови під оборонні системи. Дальшим випробовуванням на витривалість заважав брак моторів DB 606 (використовували парні DB 601S) і на кінець 1942 його випробовування втратили значення для керівництва Люфтваффе. На початок 1943 розглядалась можливість пропагандиського скидання листівок на Нью-Йорк з двох прототипів. Прототипи були пошкоджені 1944 при бомбардуванні летовища Лехфельд і утилізовані. Американці виявили 1945 рештки прототипів.
Прототип Me 261 V3 був модифікований з збільшенням площин крила і 15 жовтня 1942 він здійснив перший політ. На прототип встановили мотори DB 610. 16 квітня 1943 прототип пролетів 4.500 км за 10 годин, встановивши рекорд, який не оприлюднили через війну. У липні [1943] Me 261 V3 був пошкоджений при посадці через поламку гідравліки шасі. Ремонтувався у Оранієнбургу і використовувався у місіях дальньої розвідки Люфтваффе. Подальша доля невідома.